# 東京都立葛飾野高等学校
東京都立葛飾野高等学校（とうきょうとりつ かつしかのこうとうがっこう）は、東京都葛飾区亀有一丁目に所在する都立高等学校。学生や関係者からは「葛高」（かつこう）または「葛野」（かつの）の愛称で親しまれる。
かつてあった学校群制度では、第6学区62群で東京都立南葛飾高等学校、東京都立本所高等学校と同じグループであった。

## 概要
府立十七中以来80年の伝統がある。東京都立日本橋高等学校とは発祥を府立十七中と同じくする。2009年より都の重点支援校に指定され学校改革を実施。土曜日には「土曜倶楽部」と呼ばれる大学入試対策講習が開かれ、夏期には勉強合宿もおこなっている。サッカー部の強豪として知られ、部員数は90人以上を有する。

## 沿革
- 1940年（昭和15年）1月12日 - 東京府立十七中学校として府立七中（現：墨田川高校）内に設置。
- 1941年（昭和16年）6月30日 - 敷地を現在地（葛飾区亀有1-1765）に決定。
- 1942年（昭和17年）1月31日 - 東京府立葛飾中学校と改称。
- 1943年（昭和18年）7月1日 - 東京都立葛飾中学校と改称。
- 1944年（昭和19年）4月1日 - 東京市立箱崎尋常小学校（後の都立日本橋高校所在地）に移転。
- 1947年（昭和22年）2月6日 - 東京都立葛飾中学校内に東京都立日本橋中学校（後の日本橋高校）設置。
- 1947年（昭和22年）4月1日 - 葛飾区立梅田小学校内に移転。
- 1947年（昭和22年）5月30日 - 葛飾区立第十二中学校（現：葛飾区立大道中学校内に移転。
- 1948年（昭和23年）4月1日 - 学制改革により東京都立葛飾新制高等学校と改称。定時制課程夜間部を葛飾区立末広小学校に設置。
- 1949年（昭和24年）2月7日 - 現在地の新校舎に移転完了。この日を創立記念日とする。
- 1949年（昭和24年）4月1日 - 東京都立葛飾高等学校と改称。男女共学開始。
- 1950年（昭和25年）1月28日 - 東京都立葛飾野高等学校と改称。
- 1950年（昭和25年）9月25日 - 定時制課程（新宿分校）を葛飾区立金町中学校内に移転し、金町分校と改称。
- 1952年（昭和27年）1月19日 - 校歌制定。
- 1952年（昭和27年）10月30日 - 校舎落成式挙行。
- 1955年（昭和30年）2月11日 - 体育館兼講堂落成式挙行。
- 1957年（昭和32年）3月11日 - 校旗制定。
- 1958年（昭和33年）4月1日 - 金町分校が東京都立金町高等学校（現：東京都立葛飾商業高等学校）として独立。
- 1960年（昭和35年）11月26日 - 創立20周年記念式典挙行記念図書館落成。
- 1968年（昭和43年）4月11日 - 鉄筋校舎等増改築。
- 1969年（昭和44年）6月21日 - プール落成式挙行。
- 1972年（昭和47年）4月30日 - 鉄筋校舎新築完成。
- 1985年（昭和60年）7月6日 - 第一回文学歴史公開講座開始。
- 1990年（平成2年）10月13日 - 創立50周年記念式典挙行。
- 1999年（平成11年）11月20日 - 創立60周年記念式典挙行。

## 校歌
- 『東京都立葛飾野高等学校校歌』（作詞：勝承夫、作曲：團伊玖磨）

## 交通
- JR常磐線 亀有駅南口より徒歩16分（経路案内）
- 京成タウンバス 葛飾野高校下車
- 都営バス 修徳学園入口下車徒歩4分（経路案内）
- 京成本線 お花茶屋駅北口より徒歩14分（経路案内）

## 文化祭
葛高祭と呼ばれ、毎年9月に行われる。

## 著名な出身者
- 井崎脩五郎 - （競馬評論家）
- 大塚銀悦 - （小説家）
- 小杉健治 - （推理小説作家）
- 寺島進 - （俳優）
- 福岡政行 - （白鷗大学教授・政治学）
- 青木克徳 - （葛飾区長）
- 金原亭駒三 - （落語家）
- 柳亭風枝 - （落語家）
- 春雨や雷蔵 - （落語家）
- ブライト健太 - （プロ野球選手、中日ドラゴンズ）
- 碓井真史 - （社会心理学者）
- 舟橋慶一 - （元テレビ朝日アナウンサー）

## 著名な教職員・関係者
- 福嶋正信 - （同校硬式野球部元指導者）